# جوزيف راغوزا
جوزيف راغوزا (بالإنجليزية: Joseph Ragusa)‏ هو لاعب كرة قدم أمريكي في مركز الوسط، ولد في 19 نوفمبر 1976 في كوبيغ في الولايات المتحدة. لعب مع Long Island Rough Riders ‏.